# Kapelle hl. Blasius zu den 14 Nothelfern in Paznaun
Die Kapelle hl. Blasius zu den 14 Nothelfern, auch „Nothelferkapelle“ oder „Kapelle hl. Blasius“ genannt, ist eine römisch-katholische Kapelle im Ort Paznaun in der Gemeinde Ischgl in Tirol. Die Barockkapelle steht unter Denkmalschutz.

## Geschichte
Sie trägt das Patrozinium des Heiligen Blasius von Sebaste, Nothelfer und Schutzpatron des Viehs – da im Paznauntal kein Getreideanbau möglich war, spezialisierte man sich auf Jungviehzucht, das man gegen zollfrei importiertes Getreide und Mais tauschte. Das Altarbild zeigt die Vierzehn Nothelfer, daher der Name Blasius zu den Nothelfern.
Der erste Kapellenbau entstand vermutlich 1675, wurde 1762 durch ein Hochwasser beschädigt und beim großen Hochwasser 1764 zerstört. 1765 wurde sie in höherer Lage neu errichtet.
Der Weiler Paznaun entstand vermutlich ab dem späten 18. Jahrhundert um die neue erbaute Vierzehn-Nothelfer-Kapelle.

## Baubeschreibung

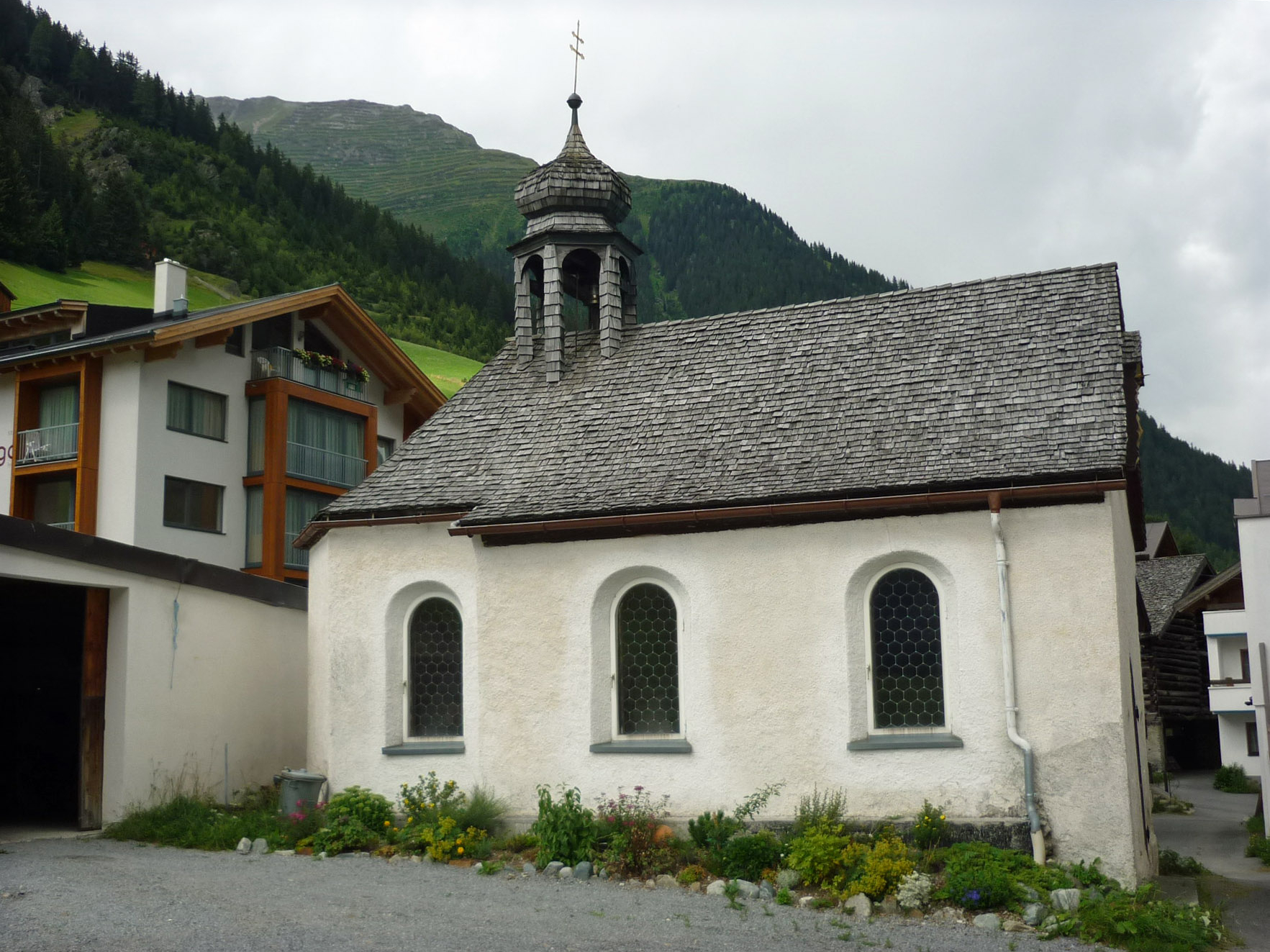
14 Nothelfer-Kapelle in Paznaun

Das zweijochige, kreuzgratgewölbte Langhaus mit Pilastern und einer einjochigen leicht eingezogenen polygonaler Apsis mit Stichkappentonne auf Pilastern hat einen Dachreiter mit Zwiebelhelm, der mit 1765 bezeichnet ist. Der Übergang zwischen Langhaus und Apsis ist ein Rundbogen.
Auf dem Altar von 1765 ist ein Altarblatt der Darstellung Mariahilf mit den Vierzehn Nothelfern, Maria als Königin der Nothelfer und aller Heiligen. Die Figuren Florian, Sebastian und die Konsolfigur Josef werden der Werkstatt Josef Georg Witwer zugeschrieben. Es gibt eine Statue Maria mit Kind aus dem 18. Jahrhundert. Ein weiteres Bild der Vierzehn Nothelfer in einem Schnitzrahmen mit Figürchen ist aus dem 3. Viertel des 17. Jahrhunderts. Zwei Bilder Trauernde Maria und Aloysius sind aus der 2. Hälfte des 18. Jahrhunderts. Ein Kruzifix ist aus dem 18. Jahrhundert. Die Stationsbilder sind von Johann Paul Scheiber aus dem Jahr 1737. und ein Votivbild aus 1776 und weitere volkstümliche Bilder.